# 冯文潜
冯文潜（1896年—1963年），字柳漪。生于河北涿县，中华人民共和国哲学教育家。

## 生平
1912—1917年，就读于天津南开中学和大学预备班。1917年，进入美国格林内尔学院学习，1920年毕业。1920一1922年，在芝加哥大学研究院学习。1922—1928年，在德国柏林大学研究哲学和历史。回国后，曾任南京中央大学哲学系讲师、副教授，南开大学哲学教授，昆明西南联合大学哲学系教授兼代系主任，南开大学哲学教授兼文学院院长、哲学系和历史系主任，天津历史博物馆馆长等。